# بیچو گروو، شهرستان مورگان، ایندیانا
بیچو گروو (به انگلیسی: Beech Grove) یک منطقهٔ مسکونی در ایالات متحده آمریکا است که در شهرستان مورگان، ایندیانا واقع شده‌است. بیچو گروو ۲۴۷ متر بالاتر از سطح دریا واقع شده‌است.